# Estación de La Pau
La Pau es un intercambiador de las líneas 2 y la 4 del Metro de Barcelona situada en el barrio de La Verneda y la Paz, cerca del Grupo de Viviendas de La Paz, en el distrito de San Martín de Barcelona. La estación se encuentra bajo la calle Ca n'Oliva, a la altura de la rambla de Guipúzcoa. 

## Historia
La estación de La Pau se inauguró el 15 de octubre de 1982, como terminal de la prolongación de la entonces Línea IV (actual L4) desde Selva de Mar. El acto inaugural estuvo presidido por el presidente de la Generalidad de Cataluña, Jordi Pujol, el alcalde de Barcelona, Narcís Serra y la presidenta de TMB, Mercè Sala.
El 22 de abril de 1985 se inauguró la prolongación de la línea 4 desde La Pau hasta Pep Ventura, en Badalona, aunque el Plan de Metros, elaborado por la Generalidad de Cataluña en 1984, preveía que este nuevo tramo se anexionase a la línea 2 cuando esta entrase en servicio. La L2 se inauguró una década después, en 1995, y tardó otros dos años en llegar hasta la terminal de La Pau, el 20 de septiembre de 1997.
No fue hasta 2002 cuando se hizo efectivo el traspaso del tramo entre La Pau y Pep Ventura de la línea 4 a la línea 2. Para realizar el cambio, la estación de La Pau tuvo que ser cerrada temporalmente, realizándose también obras de adaptación a las personas de movilidad reducida, con la instalación de ascensores. La reinauguración tuvo lugar el 1 de octubre de 2002, con la asistencia del Consejero de Política Territorial y Obras Públicas de la Generalidad, Felip Puig, el alcalde de Barcelona, Joan Clos y la alcaldesa de Badalona, Maite Arqué.
En 2001 la Autoridad del Transporte Metropolitano presentó el Plan Director de Infraestructuras 2001-2010, un proyecto que prevé la prolongación de la línea 4 desde La Pau hasta La Sagrera. Está previsto que las obras, actualmente en curso, finalicen en 2030.
| << cabecera   | < estación | línea | estación > | cabecera >>           |
| ------------- | ---------- | ----- | ---------- | --------------------- |
| Metro         |            |       |            |                       |
| Paral·lel     | Sant Martí |       | Verneda    | Badalona Pompeu Fabra |
| Trinitat Nova | Besòs      |       | Terminal   | Terminal              |